# Denzil Williams
Pas d'image ? Cliquez ici

a Compétitions nationales et continentales officielles uniquement.

b Matchs officiels uniquement.
Denzil Williams, né le 17 octobre 1938 à Trefil, est un joueur de rugby à XV qui a joué avec l'équipe du pays de Galles de 1963 à 1971 évoluant au poste de pilier. 

## Carrière
Denzel Williams dispute son premier test match le 19 janvier 1963 contre l'équipe d'Angleterre et son dernier test match contre l'équipe de France le 27 mars 1971, un match qui permet au pays de Galles de réaliser le Grand Chelem. Il dispute également cinq matchs avec les Lions britanniques en 1966 contre la Nouvelle-Zélande et l'Australie.
Il joue en club successivement avec le Tredegar RFC, l'Ebbw Vale RFC et le RC Vichy. Il connaît également cinq sélections avec les Barbarians de 1967 à 1971

## Palmarès
- Vainqueur du Tournoi des Cinq Nations en 1966, 1969, 1970 et 1971 (Grand chelem)

## Statistiques en équipe nationale
- 36 sélections
- 3 points (1 essai)
- Sélections par année : 4 en 1963, 6 en 1964, 4 en 1965, 4 en 1966, 3 en 1967, 1 en 1968, 7 en 1969, 4 en 1970, 4 en 1971
- Tournois des Cinq Nations disputés : 1963, 1964, 1965, 1966, 1967, 1968, 1969, 1970, 1971